# مصرف

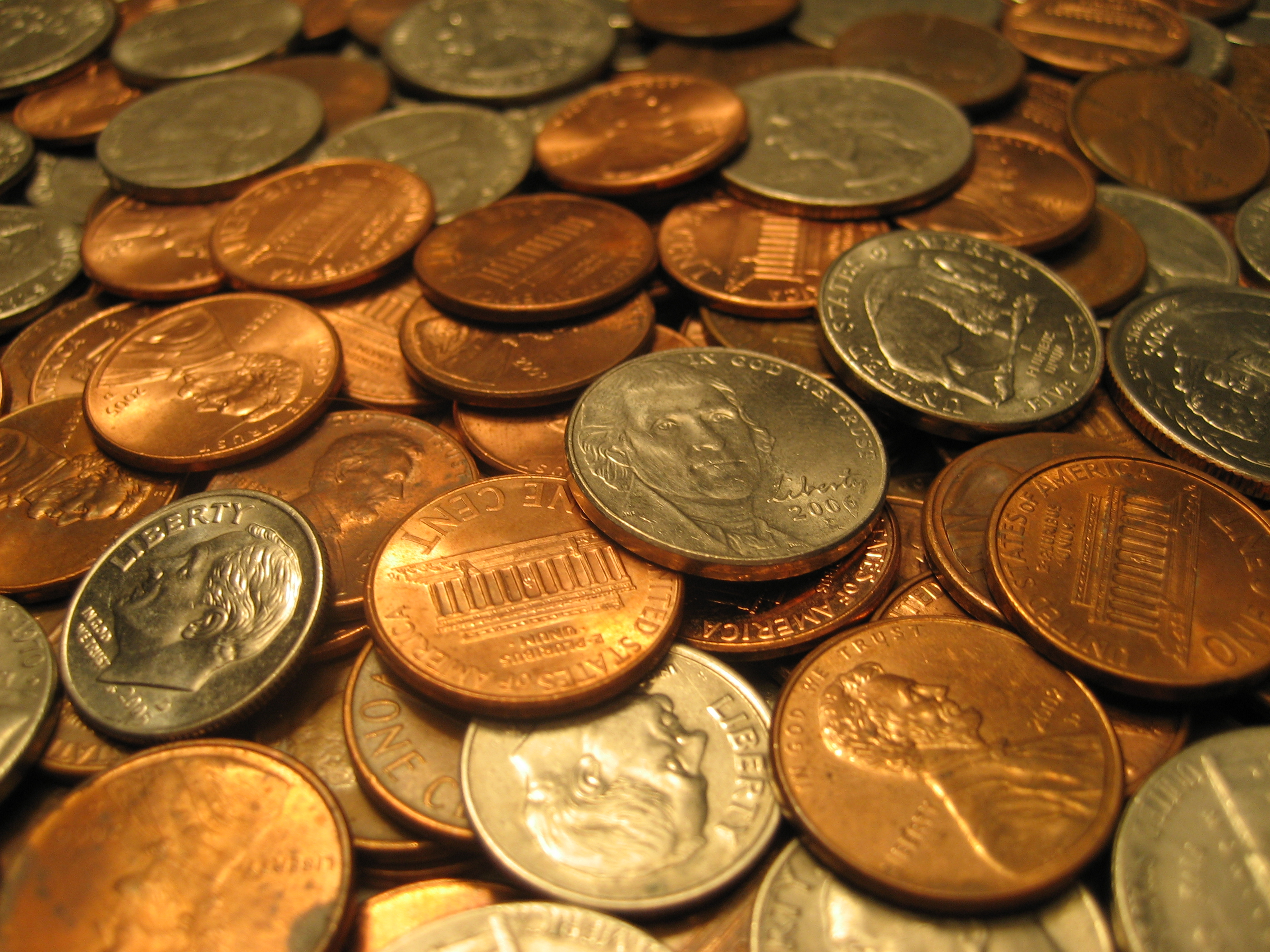
نقود

المَصْرِفُ (الجمع: مصارف) أو البَنْكُ هو مؤسسة مالية تقدم مجموعة متنوعة وواسعة من الخدمات المالية وخاصة الإقراض والتوفير والمدفوعات، كما توفر لأي منشأة أعمال مجموعة واسعة من الخدمات المالية اللازمة لها، كما تعرف المصارف بأنها «منشآت تقبل النقود كودائع وتحترم طلبات مودعيها في سحبها وتمنح القروض أو تستثمر الودائع الزائدة».
والمصرف هو الموقع الآمن لادخار المال الفائض عن الحاجة فيه وعادة يدفع المصرف فوائد سنوية على أصل المال المدخر وفي حالة عدم تحريك المال المدخر لفترة حيث يتفق عليها ويمكن عندئذ أن تكون الفائدة مركبة.
تقرض المصارف عادة الناس المبالغ التي يحتاجون لها لقاء فائدة للمصرف، وهذا الأسلوب محرم في الإسلام، ويستعاض عنه في المصارف الإسلامية بالمشاركة ربحاً وخسارة في المشاريع مع الناس وتسمى هذه العملية بالمرابحة، وكذلك يمنح المصرف الإسلامي قروضا بلا فائدة تعاونية مع ضمان رهن سند أرض أو دار لحين سدادها.
ومن أعمال المصارف أيضاً خصم السندات و وصولات القبض (الكمبيالات) لقاء عمولة معينة يتفق عليها، وأيضاً تحويل وتصريف العملات من عملة إلى أخرى.
تكسب البنوك أرباحها من الفرق بين التكاليف والدخل الذي تحصل عليه من خلال الفوائد التي يدفعها المقترضين، أو المكتسبة من خلال الأوراق المالية.

## تاريخ المصرف

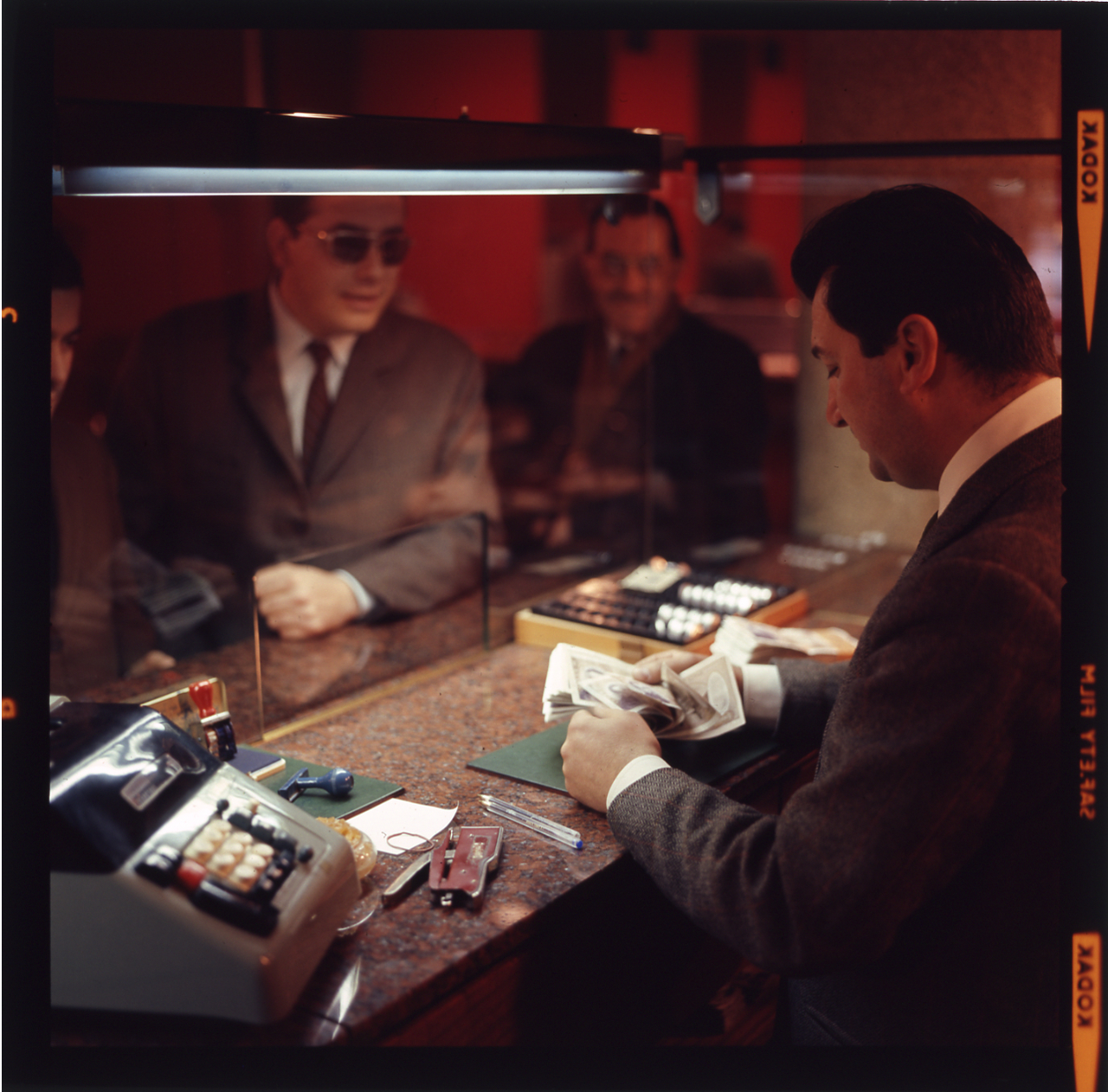
1970

أصل كلمة مصرف باللغة العربية مأخوذ من الصرف بمعنى (بيع النقد بالنقد) ويقصد بها المكان الذي يتم فيه الصرف، ويقابلها في اللغة الانكليزية كلمة بنك (Bank) المشتقة من كلمة بانكو (Banko)، فقد أنشئت المصارف الحديثة خلال النهضة الأوروبية في مدينة البندقية في إيطاليا في عام 1397 تحت عنوان بانكو ريالتو وهي كلمة يقصد بها المائدة أو الطاولة التي كان يجلس عليها الصيارفة، والذين كانوا يقبلون إيداعات كبار الأثرياء والتجار ليحتفظوا بها على سبيل الأمانة على أن يقوموا بردها لهم عند طلبها، وكانوا يحصلون مقابل ذلك على عمولات وذلك بغرض وقاية هذه الأموال من السرقة.
وكان ريالتو جسرا مهما يربط ضفتي إحدى القنوات الرئيسية في مدينة البندقية. وكان اشبه بسوق منه بجسر، لأن المخازن اصطفت على طرفيه، وهو الجسر الذي يذكره وليم شكسبير في مسرحيته المعروفة المسماة ((تاجر البندقية)) وتولى مصرف دي ريالتو استلام النقود وحفظها وسمح لمن يودع مقداراً معيناً من المال بأن يسحب صكاً على المصرف لقاء جزء من المال المودع فيه.
وفي عام 1619 تأسس في إيطاليا أيضا مصرف آخر يدعى ((بانكو دي جيرو)) banco di giro Hd أي مصرف الحوالة واستحدث هذا المصرف طريقة خاصة لتسهيل المعاملات، فأصدر ايصالات لقاء نقود الذهب أو الفضة المودعة لديه، وصارت هذه الايصالات تتداول في الأسواق وكأنها أوراق نقدية. على أن مصرف أمستردام الذي تأسس عام 1609 أي قبل بانكو دي جيرو بعشر سنوات في هولندا، كان المصرف الأول الذي أصدر هذه الإيصالات.
وعلى مر الأجيال، تعددت أنواع المصارف، وأهم المصارف اليوم في أي بلد هو المصرف المركزي الذي يتولى واجب إصدار النقود والأوراق النقدية وتداولها وحفظها والتحكم في السوق المالية تبعاً للسياسة المالية التي تختطها الحكومة وتنفيذا لها. ثم هنالك المصارف التجارية التي تتولى الأعمال المصرفية عامة، وهناك المصارف المالية التي تحصر عنايتها في تسويق الاسهم والسندات الصادرة من جانب الحكومات والمؤسسات المالية.
هذا بقدر ما يخص المصارف الحديثة. ولكن المصرف الأول الذي يذكره التاريخ قد تأسس في بابل في أرض العراق القديم، وإن لم يذكر باسم مصرف، بل باسم الأسرة التي تسيطر على أعمال الصيرفة، وخاصة أسرة اجيبي البابلية المالية.
ولقد أسس طلعت حرب بنك مصر في أوائل القرن العشرين، ويعتبر هذا المصرف مهم في التاريخ المصري وفي تاريخ المصارف العربية.
ودور المصارف مهم في الاقتصاد. فالمهمة الأولى هي إقراض المال إلى الأشخاص أو الشركات أو الحكومات. وبعض المصارف تقرض المال إلى أشخاص فقط وتقرض مصارف أخرى المال إلى الشركات فقط ولكن هناك أيضا بعض المصارف التي تقرض إلى كليهما. وبعد ذلك لا بد للمستعير أن يرد القرض ويبلغ الربح أحيانا نسبة ضئيلة من رأس المال تسمى الفائدة المصرفية.
أما المهمة الثانية للمصارف هي أنها المكان الذي يحفظ الأشخاص والشركات فيها نقودأ. ويدفع المصرف ربحاً إلى الزبائن في كل الأوقات 3 في المئة مثلا. والمصرف يقرض هذا المال إلى أشخاض أو شركات كقرض.
وفي بعض المدن التي لها مراكز للصناعة والتجارة المالية مثل نيو يورك في اميركا ولندن في بريطانيا وطوكيو في اليابان وفرانكفورت في ألمانيا ومرفأ البحرين المالي في البحرين حيث إن في هذه المدن تقع آلاف المصارف وتقرض قروضا ضخمة قد تصل إلى بلايين الدولارات في كل السنة.
وللمصارف عطل خاصة يتم خلالها وقف التعامل من سحب وإيداع لمدة من الزمن وتسمى بالعطلة المصرفية.
ولقد حرم الإسلام أي تعامل ربوي وعوض عنه أسلوب أدخار المال لدى المصرف على أساس المضاربة والمشاركة لتشغيل المال المدخر من قبل المصرف على أساس الربح والخسارة، وعلى هذا الأساس قامت المصارف الإسلامية.

## أنواع المصارف من حيث طبيعة الأعمال التي تزاولها
تتنوع أسماء المصارف من حيث طبيعة الأعمال التي تتخصص فيها فيوجد المصارف العقارية والزراعية والصناعية والتجارية وغيرها، وبالإضافة إلى المصرف المركزي الذي يسيطر على بقية المصارف حيث يعتبر المصرف المركزي المؤسسة المسؤولة عن مراقبة وتوجيه النظام المصرفي في الدولة.

### مصارف تجارية
هي المصارف التي تمارس الأعمال المصرفية من قبولها للودائع وتقديم القروض وخصم الأوراق التجارية وتحصيلها وفتح الاعتمادات المستندية، وقد تمارس هذه المصارف أعمالا أخرى غير مصرفية مثل المشاركة في المشاريع الاقتصادية وبيع وشراء الأسهم والسندات.
وفي الوطن العربي يوجد نوعان رئيسيان من المصارف التجارية: المصارف التقليدية والمصارف الإسلامية.

### مقارنة بين المصارف التقليدية والمصارفالإسلامية
الوظيفة الأساسية للمصارف التقليدية هي تمويل للأفراد للناحية الاستهلاكية أو تمويل الشركات لحاجات استثمارية مقابل فائدة تحددها المنافسة بين المصارف لجلب العملاء، وهذه الأموال أصلها أموال مودعين من أفراد وشركات مقابل فائدة معينة، وهي أيضا تحددها المنافسة بين المصارف لجلب عدد أكبر من المودعين وحاجة السيولة المطلوبة للمصرف وهنا فيه فصل بين أموال المصرف والمودعين والمقرضين والكل يتحمل مخاطرة، أما المصرف الإسلامي فهو الذي يتعامل بالمصرفية الإسلامية ويقصد بها النظام أو النشاط المصرفي المتوافق مع الشريعة الإسلامية. حيث أن الفائدة التي تدفعها المصارف التقليدية عن الودائع أو التي تأخذها عن القروض تدخل في حكم الربا الذي يعد من الكبائر في الإسلام. وقد تم إنشاء أول مصرف إسلامي في دبي أوائل سبعينات القرن الماضي، ثم أنشئ العديد من المصارف الإسلامية بعد ذلك التي بلغت حوالي 100 مصرف في جميع أنحاء العالم ومن أشهرها بنك فيصل الإسلامي وبنك دبي الإسلامي. أما المعاملات التي تعتمدها المصارف الإسلامية فهناك العديد من صيغ التمويل الإسلامية، منها: التمويل بالمرابحة، والتمويل بالمشاركة، والتمويل بالمضاربة، والتمويل بالاستصناع، والتمويل بالسَلَم، والتمويل بالإجارة، والتمويل بالتَوَرُّق، والتمويل بالبيع الآجل. فالتمويل بالمشاركة هو عملية يدخل بموجبها المصرف الإسلامي في العملية الاستثمارية كشريك يأخذ نسبة من الأرباح وإذا كانت هناك خسارة يتحمل نصيبه منها لذلك فإن المصرف يهتم بمستقبل المشروع ويتابعه لذلك فالتمويل بالمشاركة فيه توزيع للأرباح وتقاسم للخسائر بينه وبين العميل.
ولهذا فان المصارف الإسلامية تعتمد على المعاملات المشروعة في الإسلام من البيع والشراء والمضاربة والشراكة وغير ذلك من صور الاستثمار المشروع للمال، إضافة إلى الأجور على الحوالات، والاستفادة من أسعار الصرف وتبادل العملات.
ولبيان الفرق بين المعاملة الربوية والمعاملة المشروعة في الإسلام وكيف يستفيد المصرف عند إجرائه إحدى المعاملتين فلو أراد العميل مثلا الاستفادة من ماله وتنميته، فأودع المال في حساب التوفير بالمصرف التقليدي الربوي، فإن المصرف التقليدي يعطيه فائدة معلومة، مع ضمان رأس المال، وهذا في الإسلام يسمى قرض ربوي، قرض من العميل للمصرف. وفائدة المصرف هي الاستفادة من المال المودع لديه، ليقرضه إلى شخص أو مؤسسة أخرى مقابل فائدة تؤخذ من العميل، فالمصرف يقترض ويقرض، ويستفيد من الفارق، بينما المصرف الإسلامي فإحدى طرق استثماره أن يأخذ المال من العميل ليضارب به في تجارة مشروعة أو إقامة مشروع سكني ونحوه، وبالمقابل يعطي للعميل نسبة من الربح، والمصرف الإسلامي كعامل مضاربة له نسبة أيضا، ففائدة المصرف في النسبة التي يحصلها من أرباح المشروع التجاري أو الصناعي وغيره، وقد تكون أكثر بكثير مما يجنيه المصرف التقليدي من الفائدة الربوية، ولكنه يدخل في المضاربة عامل المخاطرة، وبالإضافة إلى بذل الجهد في اختيار المشروع التجاري النافع والقيام عليه ومتابعته حتى ينجح.
فالفرق بين المصرف التقليدي والمصرف الإسلامي في هذا، هو الفرق بين القرض الربوي المحرم في الإسلام (الفائدة)، والمضاربة المشروعة التي قد يخسر فيها العميل ماله، فلا ضمان فيها لرأس مال، لكنه إن رَبِحَ ربح مال حلال من وجهة النظر الإسلامية خالي من الفائدة الربوية.
وهناك العديد من صيغ التمويل في المصارف الإسلامية، والمصرف الإسلامي أمامه عدة طرق مشروعة لجني الأرباح، ولهذا بدأت هذه المصارف في النمو والازدهار، بل تسعى بعض الدول غير الإسلامية إلى تطبيق نظام المصارف الإسلامية، لأنه يحقق الربح، ويتلافى مفاسد النظام الربوي التقليدي.

### مصارف متخصصة
هي نوع من أنواع المصارف التي تخدم نوعا من النشاط الاقتصادي والتي تنفرد بالقيام بالعمليات المصرفية لهذا النشاط الاقتصادي بالذات، ولا يكون قبول الودائع من أنشطتها الأساسية، وهي تخدم قطاعات أساسية في الاقتصاد الوطني مثل القطاع العقاري أو الزراعي أو الصناعي أو الإسكاني، وليس من أهداف هذه المصارف الاستثمار قصير الأجل ولكن معظم تمويلها للاستثمار طويل الأجل.

## ترتيب أكبر عشرة مجموعات مصرفية من ناحية حجم رأس المال
الأرقام بالدولار الأمريكي حسب إحصائيات نهاية سنة 2008:
| تسلسل | البلد                      | المؤسسة                       | رأس المال (مليار دولار أمريكي) |
| ----- | -------------------------- | ----------------------------- | ------------------------------ |
| 1     | الصين                      | مصرف التجارة والاقتصاد الصيني | 277.514                        |
| 2     | الولايات المتحدة الأمريكية | بنك أوف أميركا                | 195.933                        |
| 3     | المملكة المتحدة            | اتش اس بي سي القابضة          | 176.788                        |
| 4     | الصين                      | الصين للإنشاءات               | 165.234                        |
| 5     | الصين                      | مصرف الصين                    | 165.087                        |
| 6     | الولايات المتحدة الأمريكية | جاي بي مورغين شاز             | 159.615                        |
| 7     | الولايات المتحدة الأمريكية | سيتي جروب                     | 140.698                        |
| 8     | الولايات المتحدة الأمريكية | ويلز فارغو                    | 112.365                        |
| 9     | إسبانيا                    | مصرف سانتاندر                 | 109.862                        |
| 10    | اليابان                    | ميتسوبيشي يو أف جاي           | 105.412                        |